# Angel McCoughtry
Angel McCoughtry (* 10. September 1986 in Baltimore, Maryland) ist eine US-amerikanische Basketballspielerin. Seit 2009 spielt sie in der nordamerikanischen Profiliga Women’s National Basketball Association (WNBA).

## Karriere

### College (2005 bis 2009)
McCoughtry studierte von 2005 bis 2009 an der University of Louisville, wo sie 2009 ihren Abschluss in Kommunikationswesen machte. Während ihrer Zeit am College spielte McCoughtry auch für das Damen-Basketballteam der Universität, die Louisville Cardinals. In ihrer Freshman-Saison stand sie in allen 29 Saison-Spielen für die Cardinals auf dem Feld. Ihre erste Saison beendete sie mit einem Schnitt von 9,2 Punkten und 7,4 Rebounds pro Spiel. Für diese gute Leistung wurde sie in das BIG EAST All-Freshman Team berufen. In ihrer Sophomore-Saison erlebte sie eine Leistungsexplosion, die sie die Saison mit einem Schnitt von 21,5 Punkten und 10,3 Rebounds in der internen Teamwertung klar anführen ließ. In dieser Saison stellte McCoughtry mehrere Schulrekorde auf, wie zum Beispiel mit den 41 erzielten Punkten gegen die Eastern Illinois University. Außerdem ist sie erst die dritte Spielerin der University of Louisville, die bereits in ihrer Sophomore-Saison die 1.000-Punkte-Marke überschritt. McCoughtry wurde nach dieser Saison neben diversen Magazin-Auszeichnungen zum WBCA/Kodak All-American der Women’s Basketball Coaches Association ernannt. In der Big East-Conference wurde sie in das All-Big East First Team und zum Player of the Year gewählt. Im Sommer 2007 gewann sie mit der Nationalmannschaft der Vereinigten Staaten bei den Pan Am Games in Brasilien die Gold-Medaille. Dabei führte sie die Mannschaft mit 12,6 Punkten pro Spiel an. Ihre Junior-Saison 2007/08 beendete McCoughtry mit einem Schnitt von 23,8 Punkten, 8,9 Rebounds und 4,1 Steals pro Spiel. Angel führte dabei das interne Ranking in allen drei Kategorien an. Auch in dieser Saison wurde McCoughtry wieder mit Auszeichnungen überhäuft. Sie wurde zum WBCA/State Farm All-American ernannt, außerdem wurde sie erneut in das All-BIG EAST first team gewählt. Ihre Senior-Saison beendete sie mit einem Schnitt von 23,5 Punkten, 9,3 Rebounds und 4,4 Steals pro Spiel. Der größte Erfolg in ihrer letzten Saison war wahrscheinlich das Erreichen des NCAA Division I Basketball Championship-Finals, wo sie sich jedoch den Huskies der University of Connecticut geschlagen geben musste.

### WNBA (seit 2009)
Wegen ihrer herausragenden Leistungen für die Cardinals wurde sie beim WNBA Draft 2009 vom Atlanta Dream an insgesamt erster Stelle ausgewählt. In der Premierensaison stand sie in allen 34 Partien auf dem Feld, davon zehnmal in der Starting Five. Sie erzielte dabei im Schnitt 12,8 Punkte und konnte insgesamt die Erwartungen der Draft erfüllen und wurde nach ihrer ersten Saison als Rookie of the Year geehrt.
Ab der Saison 2010 stand sie meist in der Startformation des Dream und konnte ihren Punkteschnitt auf über 20 Punkte pro Spiel steigern. Auch der mannschaftliche Erfolg stellte sich in Atlanta ein. In den Jahren 2010, 2011 und 2013 hatte sie einen großen Anteil daran, dass dreimal die WNBA-Finals erreicht werden konnten. Diese Finalserien gingen jedoch sämtlich verloren und der Dream konnte kein einziges der neun Finalspiele gewinnen.
In der WNBA war McCoughtry in den Spielzeiten 2012 und 2013 jeweils die Spielerin mit dem höchsten Punkteschnitt der Liga. Ihren persönlich höchsten Punkteschnitt erzielte sie bemerkenswerterweise in der Saison 2011 als Zweite hinter Diana Taurasi. In der Spielzeit 2017 spielte sie kein Spiel in der WNBA um sich körperlich zu erholen. Im Februar 2018 erklärte McCoughtry, dass sie in der Saison 2018 wieder für den Dream auf dem Platz stehen werde. McCoughtry hatte dann auch einen Großteil daran, dass in der Spielzeit 2018 die Dream wieder die Playoffs erreichten. Als zweitbestes Team der Liga erreichte das Team aus Atlanta aufgrund des WNBA-Playoff-Systems automatisch das Halbfinale. Da McCoughtry sich in der Schlussphase der regulären Saison verletzt hatte und auch nicht in den Playoffs nicht auf dem Platz stehen konnte, scheiterten die Dream ohne McCoughtry knapp mit 2:3-Siegen an den Washington Mystics. 2019 stand sie verletzungsbedingt nur im letzten Saisonspiel kurz für ihr Team auf dem Platz. Zur Saison 2020 wechselte McCoughtry zu den Las Vegas Aces und hatte einen großen Anteil, dass die Aces 2020 erstmals die WNBA-Finals erreichten. Diese gingen dann mit 0:3 gegen das Team der Seattle Storm verloren. Seit 2022 spielt sie für die Minnesota Lynx.
2021 wurde sie unter die 25 Greatest Players in WNBA History gewählt.

### Europa
In der Saisonpause der WNBA spielt Angel McCoughtry wie viele andere WNBA-Spielerinnen in Europa. Sie stand dabei für Teams aus der Slowakei, Ungarn, Türkei und Russland auf dem Platz. Zuletzt spielte sie in der Saison 2017/18 für das russische Team von Dynamo Kursk.

### Nationalmannschaft
McCoughtry spielt auch erfolgreich mit der Damen-Basketballnationalmannschaft der Vereinigten Staaten. Ihren ersten großen Erfolg erzielte sie bei der Basketball-Weltmeisterschaft der Damen 2010, als sie mit dem US-Team den Titel holte. Dieser Titelgewinn konnte bei der WM 2014 wiederholt werden. Auch bei den Olympiasiegen der US-Nationalmannschaft 2012 in London und 2016 in Rio stand McCoughtry jeweils im Team.

## Privates
McCoughtry lebt offen homosexuell in den Vereinigten Staaten.